# James Cruze
James Cruze (27 de marzo de 1884 - 3 de agosto de 1942) fue un actor y director cinematográfico estadounidense de la época del cine mudo.

## Biografía
Nacido cerca de Ogden (Utah), su verdadero nombre era Jens Vera Cruz Bosen. Se educó en la fe de la la Iglesia de Jesucristo de los Santos de los Últimos Días, aunque no practicó la religión a partir de la adolescencia. De todos modos, se conoce poco sobre su infancia y adolescencia ya que en cada entrevista que concedía contaba diferentes historias.
Cruze trabajó como actor, director o productor en más de 100 filmes, la mayor parte en los años del cine mudo. Su primer trabajo conocido como intérprete tuvo lugar para la Lubin Manufacturing Company en 1910. En 1912 empezó a trabajar para Thanhouser Company, empresa en la que desarrolló la mayor parte de su carrera, buena parte de ella como primer actor. Cruze se casó con la actriz Marguerite Snow en 1913, teniendo la pareja una hija en 1914 y divorciándose en 1922. 
Tras dejar Thanhouser en 1916, Cruze trabajó para otras varias compañías como director y productor, principalmente Paramount Pictures entre 1918 y 1938. En 1924 se casó con la actriz Betty Compson, divorciándose ambos en 1930. Más adelante, el 30 de junio de 1941 se casó con Alberta McCoy. 
James Cruze falleció en Hollywood, California, en 1942. Fue enterrado en el Cementerio Hollywood Forever, en Hollywood.

## Filmografía
Como director (lista parcial)
- The Wrong Road (1937)

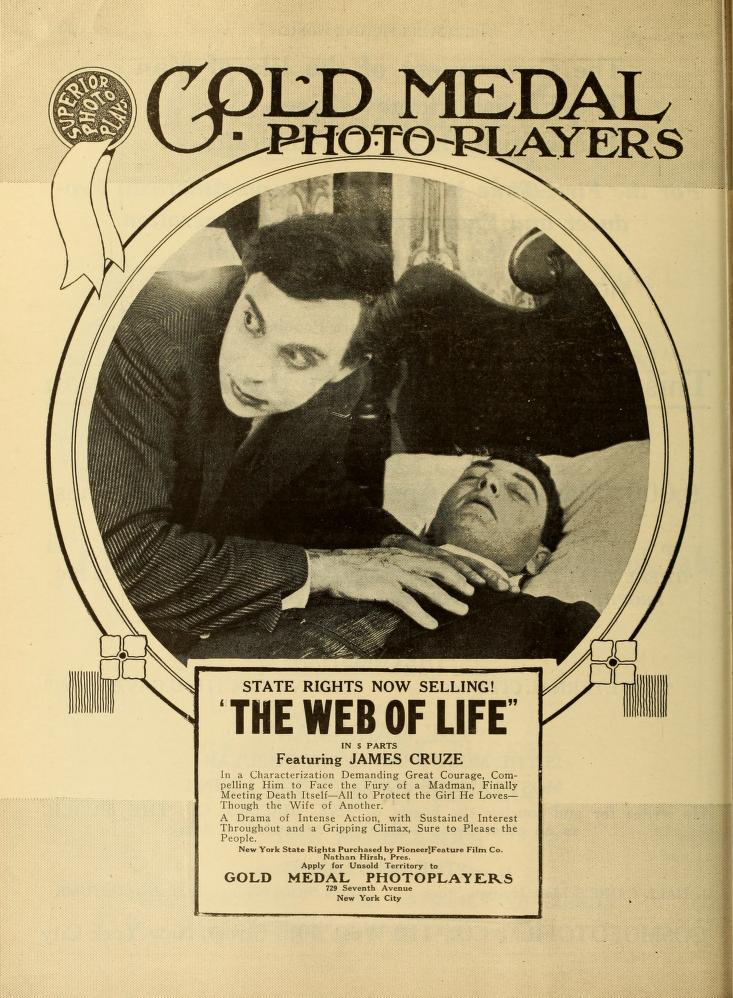
The Web of Life (1917)

- A la sombra de los muelles (1933), con Claudette Colbert.
- Washington Merry-Go-Round (1932), con Lee Tracy.
- If I Had A Million (1932), 8 directores; Cruze dirigió un segmento interpretado por W. C. Fields
- Salvation Nell (1931), basada en la obra de Edward Sheldon.
- The Great Gabbo (1929), con Erich von Stroheim y Betty Compson.
- A Man's Man (1929), con William Haines.
- The Mating Call (1928), producida por Howard Hughes y protagonizada por Thomas Meighan, Evelyn Brent y Renee Adoree.
- The City Gone Wild (1927), con Louise Brooks – film perdido.
- Old Ironsides (1926), parcialmente rodado con el proceso experimental Magnascope.
- Mannequin (1926), con Alice Joyce, Warner Baxter, Dolores Costello.
- The Pony Express (1925)
- Beggar on Horseback (1925), basada en la obra de George S. Kaufman y Marc Connelly.
- Merton of the Movies (1924), basada en la pieza de Kaufman y Connelly.
- The Covered Wagon (1923)
- Hollywood (1923) – film perdido
- One Glorious Day (1922), con Will Rogers.
- The Dictator (1922), con Wallace Reid y Lila Lee.
- Leap Year (1921), con Fatty Arbuckle.
- Crazy to Marry (1921), con Arbuckle.
- Gasoline Gus (1921), con Arbuckle.
- The Dollar-a-Year Man (1921), con Arbuckle.
- The Fast Freight (1921), con Arbuckle.
- The Charm School (1921), con Wallace Reid.
- Hawthorne of the U.S.A. (1919), con Wallace Reid.
- The Valley of the Giants (1919), con Reid.
- You're Fired (1919), con Reid y Hawley[1]
- The Roaring Road (1919), con Wallace Reid

Como actor
- The Covered Wagon (1923) (Escenas eliminadas) .... Indio (Cruze también fue director)
- The Slave Market (1921)
- Johnny Get Your Gun (1919) .... El duque de Bullconia
- Under the Top (1919) .... 'Foxy' Stillmore
- The Source (1918) .... Langlois
- Less Than Kin (1918) .... Jinx
- The City of Dim Faces (1918) .... Wing Lung
- Believe Me, Xantippe (1918) .... Simp Calloway
- Wild Youth (1918) .... Li Choo
- The Hidden Pearls (1918) .... Koro Leon
- Nan of Music Mountain (1917) .... Gale Morgan
- The Call of the East (1917) .... Janzo
- On the Level (1917) .... Ozmun
- What Money Can't Buy (1917) .... Ferdinand Vaslof
- The Web of Life (1917) .... Tom Wilson
- Her Temptation (1917) .... Walton Maynard
- The Snowbird (1916) .... Bruce Mitchell
- Armstrong's Wife (1915) .... Harvey Arnold
- His Guardian Auto (1915)
- The Patriot and the Spy (1915) .... Pietro
- The Heart of the Princess Marsari (1915)
- Zudora (1914) .... Hassam Ali/Jim Baird, reportero
- From Wash to Washington (1914)
- The Million Dollar Mystery (1914) .... Jim Norton
- Rivalry (1914)
- A Dog of Flanders (1914)
- A Debut in the Secret Service (1914)
- The Cat's Paw (1914)
- The Desert Tribesman (1914)
- Cardinal Richelieu's Ward (1914) .... Richelieu
- A Leak in the Foreign Office (1914)
- Joseph in the Land of Egypt (1914) .... Joseph
- Why Reginald Reformed (1914)
- The Woman Pays (1914)
- The Adventures of a Diplomatic Freelance (1914)
- Frou Frou (1914) .... Conde Paul de Valreas
- The Legend of Provence (1913) .... Sir Henry
- The Silver-Tongued Orator (1913)
- The Plot Against the Governor (1913)
- A Daughter Worth While (1913)
- Moths (1913) .... Malvado
- Robin Hood (1913) (sin créditos)
- The Message to Headquarters (1913)
- The Ward of the King (1913)
- An Unromantic Maiden (1913)
- Tannhäuser (1913)
- The Lost Combination (1913)
- The Snare of Fate (1913)
- Marble Heart (1913) .... Raphael
- Her Sister's Secret (1913)
- Rosie's Revenge (1913)
- The Woman Who Did Not Care (1913)
- Cymbeline (1913) .... Leonatus
- For Her Boy's Sake (1913)
- Her Gallant Knights (1913)
- The Idol of the Hour (1913)
- Good Morning, Judge (1913)
- The Dove in the Eagle's Nest (1913) .... The Eagle
- The Tiniest of Stars (1913) .... El músico
- A Poor Relation (1913)
- When Ghost Meets Ghost (1913)
- A Militant Suffragette (1912) .... John Strong, novio de Mary
- The Star of Bethlehem (1912) .... Micah, Joseph
- The Other Half (1912) .... El padre
- The Forest Rose (1912) .... Albert, amante de Rose
- The Thunderbolt (1912) .... Corredor deshonesto
- Cross Your Heart (1912) .... Muchacho
- The Ladder of Life (1912)
- Put Yourself in His Place (1912) .... Marido de Edith
- In a Garden (1912) .... Jack, de adulto
- The Woman in White (1912) .... Sir Percival
- When Mercy Tempers Justice (1912) .... Padre empobrecido
- Miss Robinson Crusoe (1912) .... Rescatador y amante de Miss Crusoe
- Letters of a Lifetime (1912) .... Soltero moribundo
- But the Greatest of These Is Charity (1912) .... Padre rico
- Undine (1912) .... Huldbrand, el caballero
- Lucile (1912) .... Lord Alfred
- Baby Hands (1912) .... El marido
- The Finger of Scorn (1912) .... El ministro
- Nursie and the Knight (1912) .... El padre
- Pa's Medicine (1912) .... El doctor
- Under Two Flags (1912)
- Called Back (1912) .... Gilbert Vaughn
- Whom God Hath Joined (1912) .... El marido
- The Ring of a Spanish Grandee (1912)
- Jess (1912) .... Capitán John Neil
- Love's Miracle (1912) .... Convicto/Amante
- Miss Arabella Snaith (1912) .... Harry Hargreaves, novelista
- The Cry of the Children (1912) .... Padre trabajador
- Rejuvenation (1912) .... Millonario
- Into the Desert (1912) .... Árabe
- A Love of Long Ago (1912)
- The Girl of the Grove (1912)
- For Sale -- A Life (1912) .... Joven rico
- The Golf Caddie's Dog (1912) .... Amante
- Flying to Fortune (1912) .... Novio de la hija
- The Arab's Bride (1912) .... Moro rico
- On Probation (1912)
- East Lynne (1912) .... Archibald Carlyle
- Dr. Jekyll and Mr. Hyde (1912) .... Dr. Jekyll/Mr. Hyde
- She (1911) .... Leo Vincey/Kallikrates
- Brother Bob's Baby (1911) .... Hermano de Bob
- Beneath the Veil (1911) .... El artista
- A Mother's Faith (1911) .... Hijo errante
- The Last of the Mohicans (1911) .... Uncas
- The Higher Law (1911)
- A Boy of the Revolution (1911)
- Back to Nature (1911)
- The Pied Piper of Hamelin (1911)